# Григорій VI (антипапа)
Григорій VI (антипапа) (лат. Gregorius) — антипапа у 1012 році. Після смерті папи Сергія IV, спираючись на підтримку невеликої групи прихильників, проголосив себе папою на противагу Бенедикту VIII. 
Не отримавши підтримки в Римі, подався за допомогою до імператора Генріха II, який відмовив йому та визнав Бенедикта VIII папою.